# Харківський військовий округ
Ха́рківський військо́вий о́круг — територіально-стратегічне об'єднання збройних сил РІА, РСЧА та СРСР.

## Історія
Харківський військовий округ був створений під час реформи міністра Д. А. Мілютіна 6 серпня 1864. Деякий час у 80-х рр. XIX ст. командувач військами округу одночасно обіймав посаду тимчасового Харківського генерал-губернатора. Наказом від 31 жовтня 1888 за № 221, з 1 листопада 1888-го округ було скасовано.
Після жовтневих подій округ поновлено 27 січня 1919 за наказом Тимчасового робочо-селянського уряду України. Територія округу включала: Харківську, Катеринославську, Полтавську й Чернігівську (до грудня 1919) губернії, а з грудня 1919 також Таврійську й Донецьку губернію. У квітні 1922 ХВО був розформований, його війська були підпорядковані командувачу збройними силами України й Криму.
В 1935 наказом наркома оборони СРСР від 17 травня Харківський військовий округ був створений знову. Територія округу включала Харківську, Донецьку область, до жовтня 1939 Дніпропетровську область і Кримську АРСР, а з жовтня 1939 також Сумську, Полтавську, Ворошиловградську, Сталінську (Донецька) і Чернігівську області.
26 листопада 1941 округ був вдруге розформований під час окупації німецькими військами Східної України.
Після звільнення східної України наказом наркома оборони СРСР від 25 вересня 1943 був знову утворений. У лютому 1946 був перетворений на Харківський територіальний військовий округ із підпорядкуванням його Київському військовому округу, а в червні 1946 втретє розформований; його територія й війська увійшли в Київський військовий округ.
У числі командувачів військами округу був командарм 2 рангу С. К. Тимошенко (майбутній Маршал Радянського Союзу) (вересень 1937 — лютий 1938)

## Командування

### Російська імператорська армія (1864–1888)

#### Командувачі військами округу (1864–1888)
- генерал-ад'ютант, генерал від кавалерії фон дер Лауніц Василь Федорович (10.08.-26.10.1864)
- генерал-ад'ютант, генерал від артилерії Мерхілевіч Сигізмунд Венедиктович 1-й (08.1864-02.1865)
- генерал-ад'ютант, генерал-лейтенант (з 1869 року - генерал від кавалерії) Бреверн де Лагард Олександр Іванович (06.01.1865-30.08.1869)
- генерал-лейтенант (з 1870 року - генерал від інфантерії) Карцов Олександр Петрович (30.08.1869-29.11.1875)
- генерал-ад'ютант, генерал-лейтенант граф Сумароков-Ельстон Фелікс Миколайович (12.1875-30.10.1877)
- генерал-ад'ютант, генерал-лейтенант Мінквіц Олександр Федорович (1877-1879)
- генерал-ад'ютант, генерал від кавалерії граф Лоріс-Меліков Михайло Таріелович (07.04.1879-12.02.1880)
- генерал-ад'ютант, генерал від кавалерії князь Дондуков-Корсаков Олександр Михайлович (14.02.1880-14.01.1881)
- генерал-ад'ютант, генерал від інфантерії князь Святополк-Мирський Дмитро Іванович (14.01.1881-08.05.1882)
- генерал-ад'ютант, генерал від інфантерії Радецький Федір Федорович (08.05.1882-1.11.1888)

#### Начальники штабу
- генерал-майор Рооп Христофор Христофорович (10.08.1864-12.05.1865)
- генерал-майор Клугино Лавр Никанорович (05.1865-06.1866)
- генерал-майор Батезатул Олександр Михайлович (04.1866-10.1873)
- генерал-майор Петрушевський Михайло Хомич (12.1873-12.1874)
- полковник(з 1875 року - генерал-майор) Гончаров Степан Осипович (18.12.1874-18.12.1884)
- генерал-майор Еллерс Олександр Федорович (12.1884-10.1888)

### Червона армія, І-е формування (1919-1922)

#### Командувачі[1]
- Козюра С.Л.(лютий 1919 — червень 1919);
- Кашкаров О.І.(червень 1919 — серпень 1919);
- Сурик О.В. (серпень 1919 — вересень 1919);
- Шарапов Віталій Васильович (лютий 1920 — липень 1920)
- Шелихманов І.П.(липень 1920 — вересень 1920)
- Базилевич Георгій Дмитрович (вересень 1920 — жовтень 1920)
- Орлов Федір Михайлович (січень 1921 — лютий 1921)
- Ейдеман Роберт Петрович (березень 1921 — червень 1921)
- Корк Август Іванович (червень 1921 — квітень 1922)

#### Начальники штабу округу
- Гершельман В.К. (лютий 1919 — жовтень 1920)
- Антонович О.Л. (січень 1921 — липень 1921)
- Стойкін В.Й. (липень 1921 — жовтень 1921)
- Чернишов В.І. (жовтень 1921 — квітень 1922)

#### Військові керівники округу
- Березовський О. (лютий 1919 — червень 1919)
- Петров-Денисов І. (червень 1919 — липень 1919)
- Голяшкін (липень 1919 — вересень 1919)
- Сапожников М.П. (лютий 1920 — вересень 1920)

#### Члени Революційної Військової ради округу
- Вегер Євген Ілліч (травень 1921 — вересень 1921)
- Козловський Б.С. (травень 1921 — липень 1921)
- Дегтярьов Леонід Сергійович (липень 1921 — квітень 1922)
- Шарапов Віталій Васильович (1921 — квітень 1922)

### Червона армія, ІІ-е формування (1935-1941)

#### Командувачі
- командарм 2-го рангу Дубовий Іван Наумович (липень 1935 — серпень 1937)
- командарм 2-го рангу Тимошенко Семен Костянтинович (вересень 1937 — лютий 1938)
- комдив Єршаков Пилип Панасович (в.о., лютий 1938 — квітень 1938)
- комкор, генерал-лейтенант Смирнов Ілля Корнилович (квітень 1938 — травень 1940)
- генерал-лейтенант Ковальов Михайло Прокопович (травень 1940 — грудень 1940)
- генерал-лейтенант Смирнов Андрій Кирилович (грудень 1940 — липень 1941)
- генерал-майор Черников Олександр Никифорович (т.в.о., липень 1941 — жовтень 1941)
- генерал-лейтенант Кузнецов Василь Іванович (жовтень 1941 — листопад 1941)
- генерал-майор танкових військ Фекленко Микола Володимирович (т.в.о., листопад 1941)

#### Начальники штабу округу
- полковник Івашечкін Макар Васильович (т.в.о., січень 1941)
- генерал-майор Колпакчі Володимир Якович (січень 1941 — липень 1941)
- полковник Москвін Микола Панасович (липень 1941 — листопад 1941)
- генерал-майор Котелков Петро Васильович (листопад 1941)

#### Члени Військової ради округу
- бригадний комісар Озолін Костянтин Іванович (червень 1937 — листопад 1937)
- комдив, комкор Кругляков Тимофій Петрович (грудень 1937 — квітень 1939)
- корпусний комісар Ніколаєв Тимофій Леонтійович (листопад 1939 — липень 1941)
- бригадний комісар Щелаковський Олексій Варфоломійович (т.в.о., липень 1941 — серпень 1941)
- бригадний комісар Комаров Григорій Панасович (серпень 1941 — листопад 1941)

#### Начальники Політичного управління округу
- корпусний комісар Березкін Михайло (Марко) Федорович (1937 — травень 1937)
- дивізійний комісар Блуашвілі Микола Костянтинович (травень 1937 — листопад 1937)

### Червона армія, ІІІ-е формування (1943-1946)

#### Командувачі
- генерал-полковник Черевиченко Яків Тимофійович (вересень 1943 — грудень 1943)
- генерал-лейтенант Герасименко Василь Пилипович (грудень 1943 — березень 1944)
- генерал-лейтенант Калінін Степан Андріанович (березень 1944 — червень 1944)
- генерал-лейтенант Курбаткін Павло Семенович (червень 1944 — липень 1945)
- генерал армії Тюленєв Іван Володимирович (липень 1945 — березень 1946)
- генерал-лейтенант Парусинов Пилип Олексійович (т.в.о., березень 1946 — травень 1946)

#### Начальники штабу округу
- полковник Нікулін П.М. (т.в.о., вересень 1943 — жовтень 1943)
- генерал-майор Чернишевич Микола Антонович (жовтень 1943 — червень 1945)
- полковник Коржаков Б.Ф. (т.в.о., липень 1945 — серпень 1945)
- генерал-лейтенант Буховець Георгій Климентійович (вересень 1945 — травень 1946)

#### Члени Військової ради округу
- генерал-майор Крайнов Павло Іванович (вересень 1943 — липень 1945)
- генерал-лейтенант Мжаванадзе Василь Павлович (липень 1945 — травень 1946)